# Municipio de Morehead (condado de Carteret)
El municipio de Morehead (en inglés: Morehead Township) es un municipio ubicado en el condado de Carteret, en el estado estadounidense de Carolina del Norte. En el año 2010, tenía una población de 25 256 habitantes.

## Geografía
El municipio de Morehead se encuentra ubicado en las coordenadas 34°43′36.58″N 76°46′49.77″O / 34.7268278, -76.7804917.